# Idalion
Idalion (Oudgrieks Ιδάλιον, Idálion) of Idalium was een oude stad op Cyprus, in de buurt van het huidige Dali in het district Nicosia.

## Ligging
Het lag in de buurt van de kopermijnen aan de voet van het Troödosgebergte en aan de zuidoever van de Yialiasrivier. De rijkdom van de stad was waarschijnlijk afhankelijk van deze mijnen en de handel met kuststeden zoals Enkomi en Kition. De stad bestond uit een oostelijke en westelijke akropolis en een lager gelegen stadsgedeelte.

## Geschiedenis
De vroegste nederzetting in Idalion dateert van de late 13e of vroege 12e eeuw v.Chr. Idalion was een van de tien Cypriotische koninkrijken die waren opgenomen in een lijst op het prisma van Esarhaddon (veelzijdig tablet van deze koning van Assyrië uit 673/672 v.Chr.). Uiteindelijk werd het gedomineerd door het Fenicische stadskoninkrijk Kition, waarop het het centrum van cultus van Aphrodite en van de Grieks-Fenicische godheid Resheph-Apollon. Een daar gevonden terracottamodel (nu in het Louvre) wordt beschouwd als een voorstelling van de tempel van Resheph-Apollon.

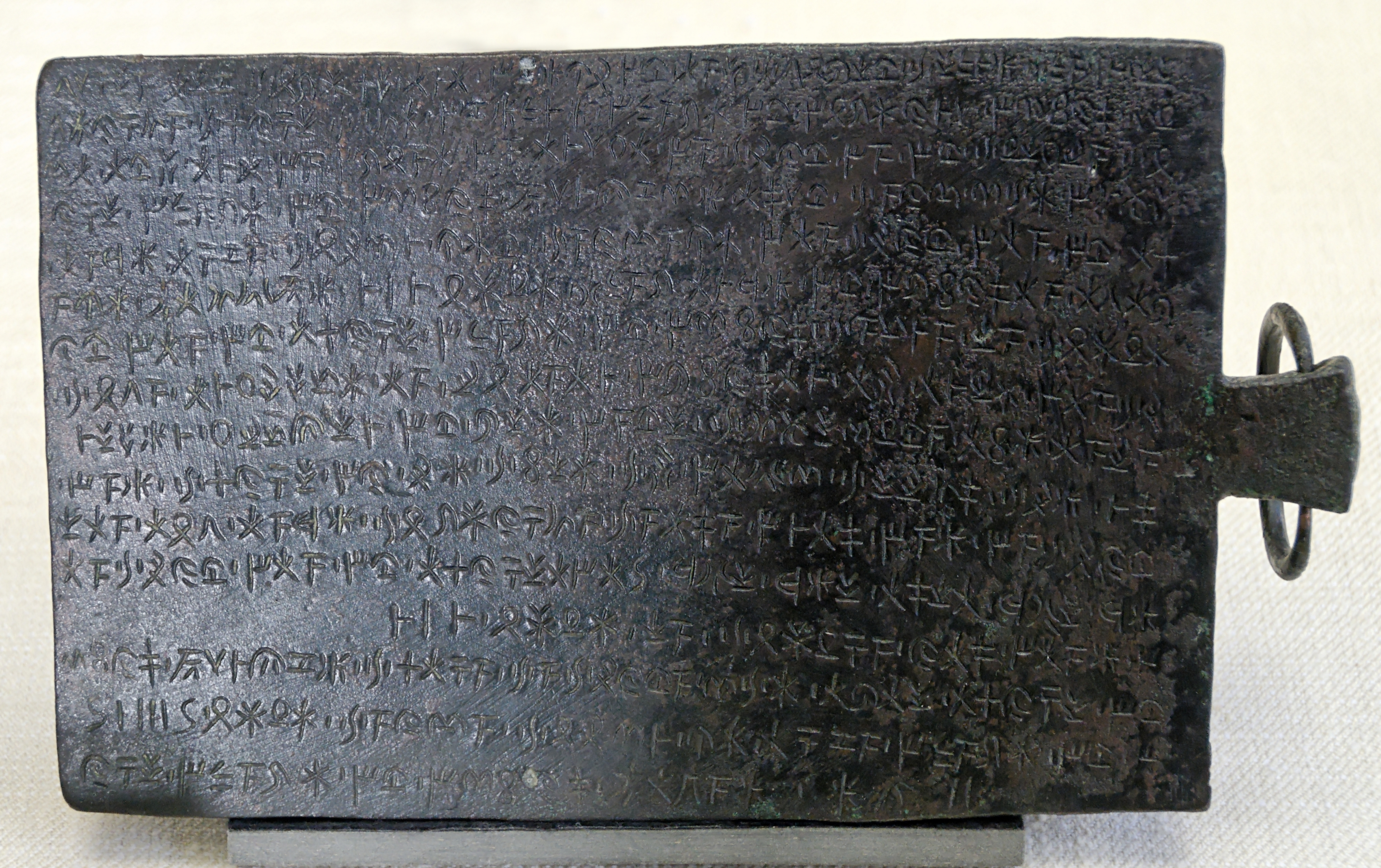
Het decreet van Stasikypros (Louvre).

Een belangrijk document is een groot bronzen tablet in Cypriotisch schrift ten tijde van koning Stasikypros. Het gaat om een decreet van Stasikypros ter ere van een arts, Onesilos, en zijn broers die door de koning en de ptolis hun ereloon zouden krijgen betaald en andere erebewijzen voor hun verzorging van de gewonden na de belegering van Idalion door Kition en de Perzen (478-470 v.Chr.).
Uiteindelijk werd het dan toch geannexeerd door het Fenicische stadskoninkrijk Kition, waarvan de koning nu koning van Kition én Idalion was. Hierop werd het een cultuscentrum van Aphrodite en de Grieks-Fenicische godheid Resheph-Apollon (Apollon Amyklaios). Een daar gevonden terracottamodel (nu in het Louvre) wordt beschouwd als een voorstelling van de tempel van Resheph-Apollon. Leden van het Kitische koningshuis, zoals prins Baalrom, bleven tweetalige Fenicisch-Cypriotische inscripties maken welke het later mogelijk zouden maken het Cypriotische schrift te ontcijferen.
Het is moeilijk te zeggen of onder de Ptolemaeën de Griekse bevolking werd bevoordeeld, maar uit inscripties blijkt dat ook Feniciërs in Idalion bleven deelnemen aan het politieke leven en bijvoorbeeld aan de heerserscultus deelnamen. Anderzijds bleef men de era van Idalion gebruiken, wat wijst op een enigszins conservatief Idalisch element.

## Opgravingen
Reeds onder Max Ohnefalsch-Richter had men hier opgravingen in de Aphroditetempel doorgevoerd. De vondsten, meestal archaïsche beelden en waarvan restanten uit kalksteen en terracotta bevinden zich vandaag de dag in Berlijn. In 1980 werden in Dali bij de afbraak van een stal nieuwe beelden gevonden, die hier mogelijk door Philipp Michaili, een opgravingsmedewerker van Max Ohnefalsch-Richter, waren verborgen.

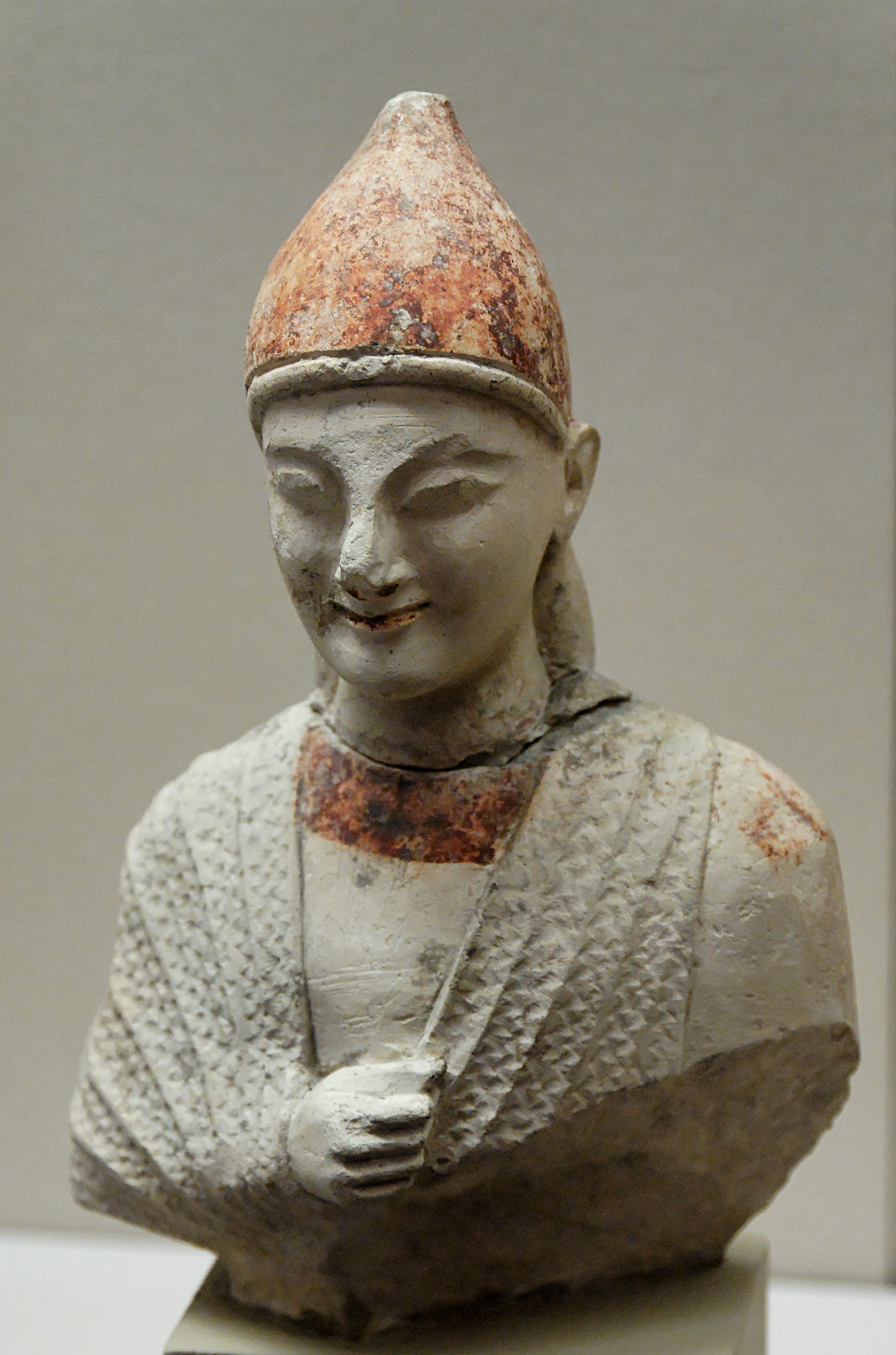
Kalkstenen buste van jongeman met Frygische muts (Cypro-Archaïsch II, ca. 550 v.Chr., Louvre).
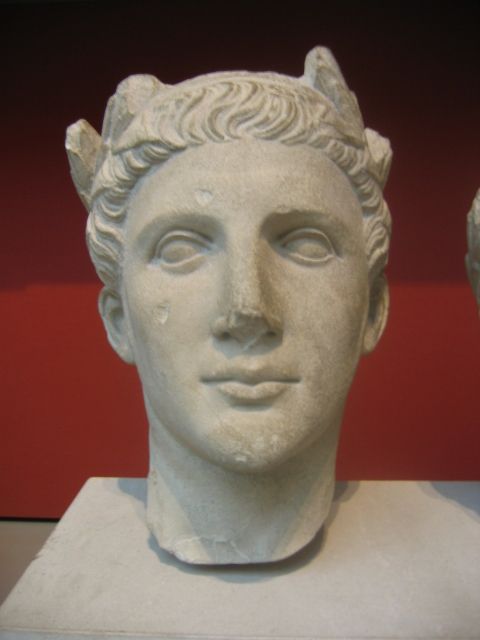
Portret van een jongeman uit het heiligdom van Apollon Amyklaios (British Museum).
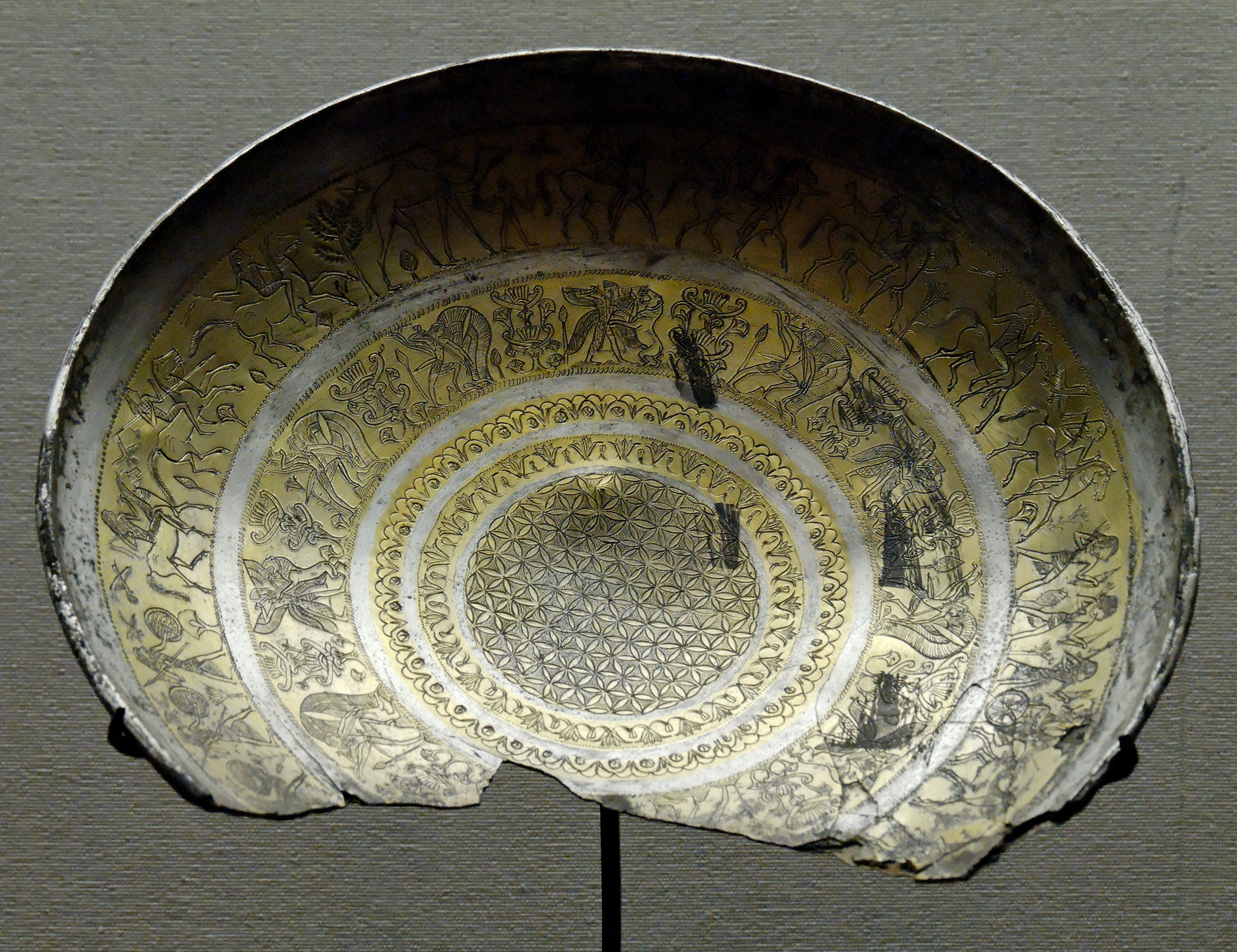
Schaal uit elektrum met mythologische scènes: een sfinxfries, een koning die zijn vijanden verslaat en centraal een geometrisch patroon van de "levensbloem" (Cypro-Archaïsch I, 8e-7e eeuw v.Chr., Louvre)[1].
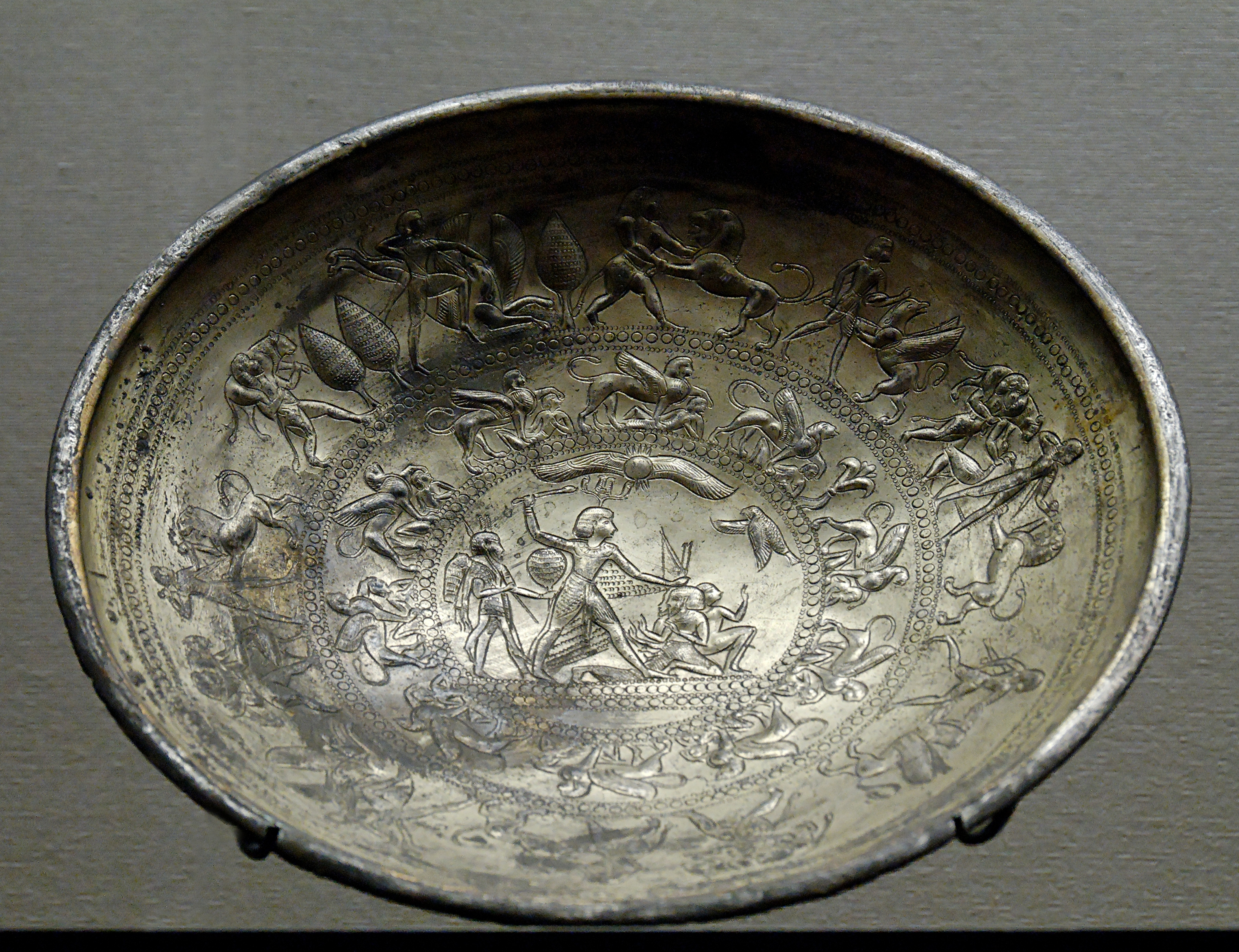
Schaal uit elektrum met mythologische scènes: een sfinxfries en centraal een koning die zijn vijanden verslaat en centraal een geometrisch patroon van de "levensbloem" (Cypro-Archaïsch I, 8e-7e eeuw v.Chr., Louvre)[1].

Kition · Amathus · Kourion · Paphos · Marion · Soloi · Lapithos · Kerynia · Salamis · Tamassos · Ledrai · Idalion · Chytroi